# Evžen Oněgin (opera)

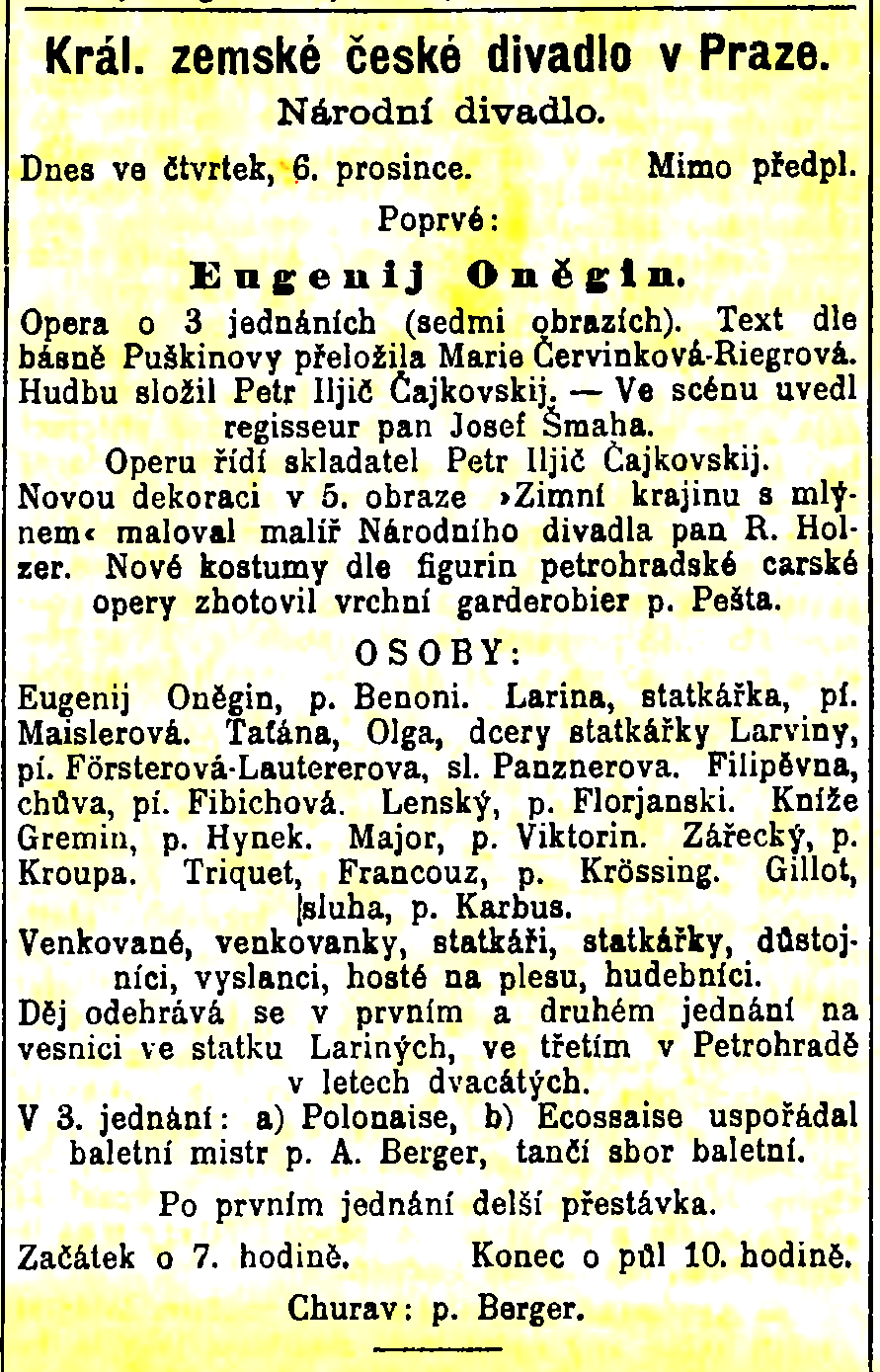
Premiéra Evžena Oněgina, Praha 1888, dirigent P. I. Čajkovskij (inzerát Národní listy)

Opera Evžen Oněgin (rusky: Евгений Онегин, Jevgenij Oněgin), Opus 24, s podtitulem „lyrické scény o třech jednáních“ je jedno z nejznámějších děl skladatele Petra Iljiče Čajkovského.

## Vznik a charakteristika opery
Libreto napsal skladatel spolu s Konstantinem Šilovským podle stejnojmenného veršovaného románu A. S. Puškina, z něhož se do libreta dostalo velké množství doslovných citací i celé scény, ačkoli uspořádání děje je jinak v obou dílech odlišné.
Dílo je pozoruhodnou kombinací komorního, dějově nekomplikovaného, prostého, až „antioperního“ tématu s velkým výrazovým aparátem romantické opery (symfonický zvuk orchestru, sborové scény, tance, árie a ansámbly). Jistě nejslavnější částí tohoto díla, která vyniká právě spojením intimně laděného textu s velkou a emotivně vypjatou hudební architekturou, je tzv. „dopisová scéna“, v níž Taťána v noci píše Oněginovi vyznání lásky a odevzdání. Jiným slavným číslem Čajkovského opery je basová árie knížete Gremina známá v českém prostředí pod názvem „Láska klíčí v každém věku“.
Opera měla premiéru v Moskvě roku 1879. Českou premiéru 6. prosince 1888 v pražském Národním divadle řídil sám skladatel, dílo bylo uvedeno v překladu Marie Červinkové-Riegrové a Oněgina zpíval Bohumil Benoni.

## Obsah

### Postavy
- Evžen Oněgin - baryton
- Taťána, Larinina dcera - soprán
- Lenskij - tenor
- Olga, Larinina mladší dcera - mezzosoprán
- Larina, statkářka - mezzosoprán
- Filipjevna, chůva - alt
- Kníže Gremin - bas
- Triquet, Francouz - tenor
- Zareckij - bas
- Setník - bas
- Guillot - němá role

Sbor vesničanů, statkářů, důstojníků a hostů na plese.

### Děj
Děj se odehrává na ruském venkově a později v Petrohradě ve 20. letech 19. století. Ve shodě s Puškinem je hlavní postavou blazeovaný, životem znuděný individualista Evžen Oněgin, do nějž se bezhlavě a fatálně zamiluje dívka Taťána, která je naopak plná ideálů a iluzí o romantické lásce a vášnivém odevzdání milovanému člověku. Oněgin ji věcně a suše odmítá a Taťánin emocionální rozlet tak velmi rychle končí. Poté, co cynický Oněgin z rozmaru vyprovokuje hádku s přítelem a básníkem Vladimírem Lenským, kterého v následném souboji zastřelí, pokračuje děj opery s několikaletým odstupem na petrohradském šlechtickém plese, kde Oněgin znovu potkává Taťánu, tentokrát však jako manželku knížete Gremina. Jejím zjevem i postavením je ohromen - ona vesnická dívka se nerozhodla celý život trápit pro nešťastnou lásku, nýbrž důstojně přijala život, jaký je - bez iluzí. Toto Oněgina podvědomě ponižuje a provokuje. Nyní je to on, kdo propadne citovému zmatku, a Taťáně vyznává lásku. Ta jeho vyznání opětuje, ale zároveň Oněgina odmítá, protože nehodlá ničit své klidné manželství. Oněgin zůstává ve svém zmatku sám a proklíná svůj osud.

## Filmová zpracování
- Evžen Oněgin (film, 1984) (1984, Evgeniy Onegin), USA, režie Kirk Browning, televizní zpracování opery v ruském originále
- Evžen Oněgin (film, 1988) (1988, Eugene Onegin), Británie, režie Petr Weigl, filmové zpracování opery v ruském originále
- Evžen Oněgin (film, 1994) (1994, Yevgeny Onyegin), Británie, režie Humphrey Burton, televizní zpracování opery v ruském originále
- Evžen Oněgin (film, 2002) (2002, Eugène Onéguine), Francie, režie Don Kent, televizní zpracování opery v ruském originále
- Evžen Oněgin (film, 2007) (2007, Eugen Onegin), Rakousko, režie Brian Large, televizní zpracování opery v ruském originále